# Razavi Khorasan
La província de Razavi Khorasan (persa: استان خراسان رضوی, Ostān-e Khorāsān-e Rażavī) és una província de l'Iran que té per capital la ciutat de Mashad. Altres ciutats són Quchan, Dargaz, Chenaran, Sarakhs, Fariman, Torbat-e Heydarieh, Torbat-e Jam, Taybad, Khaf, Roshtkhar, Kashmar, Bardaskan, Nixapur, Sabzevar, Gonabad, Kalat, Khalilabad i Mahvelat. Razavi Khorasan és una de les tres províncies creades a partir de la divisió de la província de Khorasan el 2004. El 2014 va ser ubicada en la Regió 5

Comtats de Khorasan-e Razavi

## Història
El Gran Khorasan va ser testimoni de la pujada i caiguda de moltes dinasties i governs al llarg de la història. Diverses tribus d'àrabs, turcs, kurds, turkmans i mongols van succeir-se. L'Imperi dels Parts tenia la seva seu a Merv,Khorasan. Durant la dinastia sassànida la provínca va ser governada pel Spahbod (Lloctinent General) anomenat "Padgoosban". Khorasan va ser dividit en quatre parts durant la conquesta musulmana de Pèrsia, cada part rebia el nom de la ciutat més gran, Nixapur, Merv, Herat, i Balkh. Hi ha jaciments arqueològics com el turins Kohandezh a Nixapur i Shadiyakh.

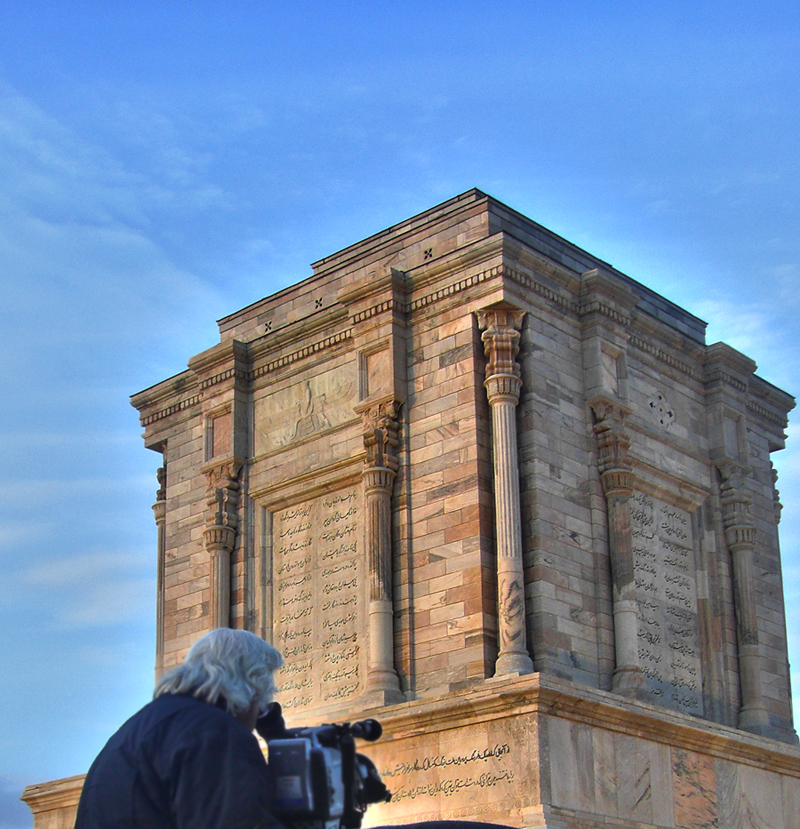
Tomba de Ferdowsi